# Lagos International
Die Lagos International sind im Badminton offene internationale Meisterschaften von Nigeria. Sie wurden erstmals 2014 ausgetragen.

## Turniergewinner
| Saison    | Herreneinzel            | Dameneinzel        | Herrendoppel                                         | Damendoppel                         | Mixed                                       |
| --------- | ----------------------- | ------------------ | ---------------------------------------------------- | ----------------------------------- | ------------------------------------------- |
| 2014      | Misha Zilberman         | Jeanine Cicognini  | Andries Malan Willem Viljoen                         | Dorcas Ajoke Adesokan Maria Braimoh | Joseph Abah Eneojo Tosin Damilola Atolagbe  |
| 2015      | B. Sai Praneeth         | Kristína Gavnholt  | Manu Attri B. Sumeeth Reddy                          | Pradnya Gadre Siki Reddy            | Robert Mateusiak Nadieżda Zięba             |
| 2016      | abgesagt                | abgesagt           | abgesagt                                             | abgesagt                            | abgesagt                                    |
| 2017      | Rahul Yadav Chittaboina | Thilini Pramodika  | Manu Attri B. Sumeeth Reddy                          | Thilini Pramodika Kavidi Ishadika   | Misha Zilberman Svetlana Zilberman          |
| 2018      | Misha Zilberman         | Ksenia Polikarpova | Manu Attri B. Sumeeth Reddy                          | Riya Mookerjee Kuhoo Garg           | Manu Attri Maneesha Kukkapalli              |
| 2019      | Nguyễn Tiến Minh        | Neslihan Yiğit     | Jones Ralfy Jansen Peter Käsbauer                    | Pooja Dandu Sanjana Santosh         | M. R. Arjun Maneesha Kukkapalli             |
| 2020 2022 | nicht ausgetragen       | nicht ausgetragen  | nicht ausgetragen                                    | nicht ausgetragen                   | nicht ausgetragen                           |
| 2023      | Jonathan Matias         | Inés Castillo      | P. S. Ravikrishna Sankar Prasad Udayakumar           | Simran Singhi Ritika Thaker         | José Guevara Inés Castillo                  |
| 2024      | Lê Đức Phát             | Shreya Lele        | Pruthvi Krishnamurthy Roy Vishnuvardhan Goud Panjala | Kavipriya Selvam Simran Singhi      | Sathwik Reddy Kanapuram Vaishnavi Khadkekar |